# Azimilide
L' azimilide è un antiaritmico, un principio attivo di indicazione specifica contro le anomalie del ritmo cardiaco (aritmie). Rientra nella categoria III.

## Effetti indesiderati
Fra gli effetti collaterali più frequenti si riscontrano cefalea, nausea.